# Heikelien Verrijn Stuart
Heikelina Mildred (Heikelina, of: Heikelien) Verrijn Stuart (Den Haag, 12 augustus 1950) is een Nederlands journaliste, rechtsgeleerde en schrijver over strafrecht en internationaal humanitair recht, over thema's als vergeving en wraak, over de positie van slachtoffers in het recht, over identiteit en verantwoordelijkheid.

## Studie en werk
Verrijn Stuart studeerde rechten en filosofie aan de Universiteit van Amsterdam. Na haar studie was ze medeoprichtster van het Clara Wichmann Instituut, waar zij tot 1992 wetenschappelijk beleidsmedewerkster en interim directeur was.
Als verslaggeefster en commentator heeft ze allerlei functies vervuld. Zo heeft ze als juridisch verslaggeefster en programmamaker gewerkt voor STAD Radio Amsterdam, de VARA en de VPRO. Ze was als juridisch commentator verbonden aan NOVA en de NOS. Ook leverde zij met enige regelmaat commentaar voor de VRT en de BBC. Sinds mei 1996 volgde zij het Joegoslavië-tribunaal in Den Haag en sinds 1998 ook de ontwikkelingen bij het Internationaal Strafhof voor het Radio 1 Journaal en NOS Journaal. Van 2004 tot 2009 was zij schrijvend correspondent van de International Justice Tribune in Parijs, een tijdschrift over internationaal humanitair recht en de internationale hoven, dat twee keer per maand verschijnt in het Engels en in het Frans.
Zij was redactrice van Ars Aequi, Rechthulp en Nemesis, het Tijdschrift over Vrouwen en Recht. Van De Groene Amsterdammer was zij medewerker en lid van de redactieraad.

## Bestuurswerk
Verrijn Stuart vervult verschillende bestuursfuncties. Zij was vicevoorzitter van de Adviesraad Internationale Vraagstukken en vicevoorzitter van de Commissie Mensenrechten van de AIV van 2004 tot 2015. Daarna werd zij lid van de Commissie Mensenrechten. In 1993 werd zij lid van het eerste bestuur van Press Now, een organisatie die onafhankelijke media in conflictgebieden steunt. Sinds de oprichting in december 2001 is ze lid van de Restitutiecommissie; sinds 1 januari 2018 is zij plaatsvervangend voorzitter van de commissie, als opvolger van prof. dr. Inge van der Vlies. Zij was lid van de Maatschappelijke Adviesraad van de Faculteit Geesteswetenschappen van de Universiteit van Tilburg. Zij was tien jaar jurylid voor de Max van der Stoel-Mensenrechtenprijs. Ook was zij lid van de jury van de Spinozalens, een onderscheiding voor denkers over ethiek, en voorzitter van de Lawyers for Lawyers Award. Van juni 2007 tot juni 2013 was zij lid van het Algemeen Bestuur – en sinds december 2011 van het Dagelijks Bestuur – van het Nationaal Comité 4 en 5 mei. Zij was lid van de jury van de Stichting Praemium Erasmianum 2009. Ter gelegenheid van deze prijs schreef zij samen met Marlise Simons 'The Prosecutor and The Judge: Benjamin Ferencz and Antonio Cassese. Interviews and Writings'. In 2009 trad zij toe tot het bestuur van de Stichting Movies that Matter, waarvan zij van januari 2011 tot 1 maart 2015 voorzitter was. Ook was zij van januari 2011 tot 2004 lid van de ICCO Regional Council for the Middle East. Zij werd eind december 2012 voorzitter van het bestuur van de Hasan Nuhanovic Stichting. In december 2011 trad zij toe tot het bestuur van de Stichting Democratie en Media. Op 1 augustus 2013 werd zij voorzitter van de raad van toezicht van het Amsterdams Fonds voor de Kunst. Zij is een van de twee auteurs van het in augustus 2013 verschenen Bouwen aan Vrede: honderd jaar werken aan vrede en recht. Het Vredespaleis 1913-2013, waarin Verrijn Stuart een portret publiceerde van het Vredespaleis en zijn bewoners, onder de titel 'Het Paleis van de Windstreken'. Dit boek verscheen ook in het Frans en in het Engels. Zij is initiatiefnemer en lid van de Preparatory Committee van de European Press Prize.

## Persprijs
Verrijn Stuart ontving in 2001 de Persprijs Jacques van Veen voor haar werk als justitieverslaggeefster.

## Familie
Stuart is een telg uit het geslacht Stuart en een dochter van Jan Martin Verrijn Stuart (1921-1992) en Ernestine Gijsberthe Wilhelmina Abas (1928-2017). Ze is een kleindochter van Heikelina Tak (1893-1963) en van Mildred Warde Redboume (1892-1952), naar wie ze is vernoemd. Met Stan van Houcke heeft zij een dochter en een zoon.